# 트레이드오프
트레이드오프(trade-off, tradeoff) 또는 상충 관계는 다른 측면에서 이득을 얻으면서 집합 또는 디자인의 품질, 양, 속성을 없애거나 잃어버리는 일이 수반되는 상황적 결정이다. 즉, 하나가 증가하면 다른 하나는 무조건 감소한다는 것을 뜻한다. 트레이드오프는 예를 들어 단순 물리학을 포함하여, 예를 들면 특정한 양의 물체가 주어진 공간에 맞을 수 있기 때문에 무언가를 추가로 받아들이려면 전체 용기에서 일부 물건을 제해야한다는 등 수많은 기원의 제한에서 비롯된다.
이 용어는 자연선택, 성 선택 등 진화론적 부분에 널리 사용된다. 생물학에서 트레이드오프와 제약은 서로 밀접한 관련이 있다.

## 같이 보기
- 상관관계와 인과관계
- 편향-분산 트레이드오프
- 캐리어의 제약
- 진화의학
- 협상
- 역설